# Don Englander
Donald Arthur (Don) Englander (Amsterdam, 1944) is een Nederlands beeldhouwer, cineast en schrijver. Tot zijn naamswijziging in 1996 was hij bekend als Don Dekker.

## Leven en werk
Englander studeerde kunstgeschiedenis en beeldhouwen aan het Instituut voor Kunstnijverheidsonderwijs in Amsterdam, waar hij in 1966 afstudeerde. Als dienstweigeraar zat hij na zijn studie een paar maanden in Kamp Vledder. Op zijn verzoek leverde de gemeente in die tijd het materiaal voor een beeld, dat hij vervolgens aan de gemeente schonk.
Englander maakt als beeldhouwer onder meer bronzen portretten en figuurvoorstellingen. Hij is lid van de kunstenaarsvereniging Sint Lucas.
Hij werkte sinds de jaren 60 mee aan diverse tv-, film- en toneelproducties, onder meer als regieassistent en regisseur bij Filmgroup One (vanaf 1968) en als regisseur, artdirector en copywriter voor Toonder Studio's (vanaf 1973). Hij schreef de eenakters Tussen de middag en Later op de avond (1977) en was scenarioschrijver voor onder andere Eva (1994), Unit 13 (1997-1998) en Stadtklinik (1998).

## Enkele beeldhouwwerken
- 1967 zonder titel (gehurkte figuur), Brink, Vledder
- 1979 Het Krantenlezertje voor Dagblad Tubantia, Enschede. Omdat toentertijd Tubantia twee kopbladen had en de totale oplage steeg tot 100.00 wilde Tubantia dit markeren met een sculptuur als samenbindend element. Daarvoor vervaardigde Don de krantenlezer, ca. 15 centimeter hoog. De afbeelding van de lezer stond vanaf die tijd in de kop van de drie tittels. Han Oude Vrielink was het model voor deze krantenlezer. Daarna werd door Don gevraagd een op halve grote van een mens een visuele kopie van deze krantenlezer te maken om bij de kantoren van de krant te plaatsen. Deze beelden kwamen te staan in Enschede, Hengelo, Almelo, Oldenzaal, Arnhem en Doetinchem.
- 2008 beeld van Harry Bannink en Willem Wilmink, Muziekcentrum, Enschede
- 2012 portretkop John Kraaijkamp sr., DeLaMar Theater in Amsterdam. In 2015 vervangen door een groter exemplaar.
- 2014 portretkop Freek de Jonge, DeLaMar Theater in Amsterdam
- portretkop Willem Wilmink
- portretkop Ton Lensink
- portretkop Joop Visch

## Galerij

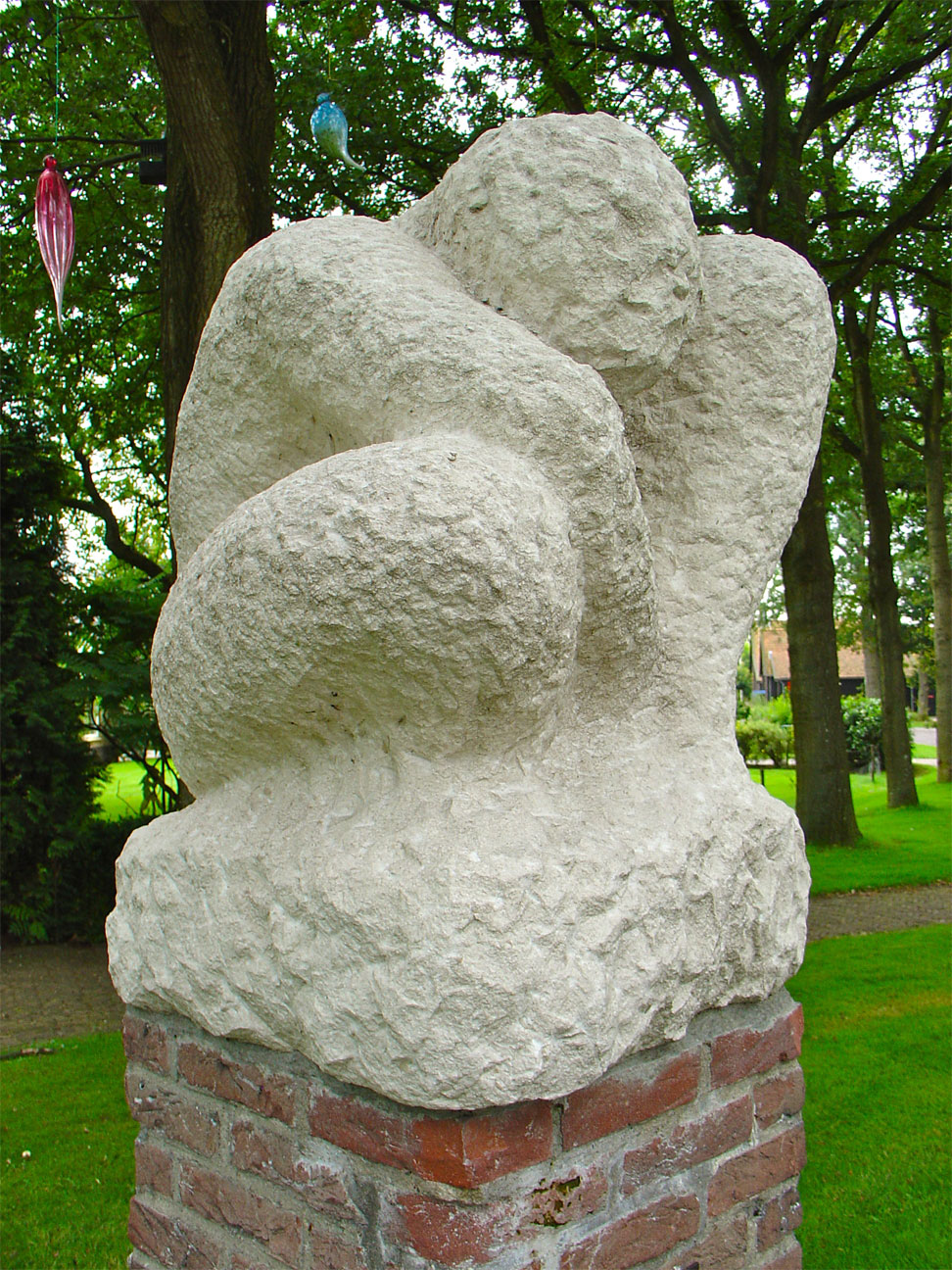
zonder titel (1967), Vledder
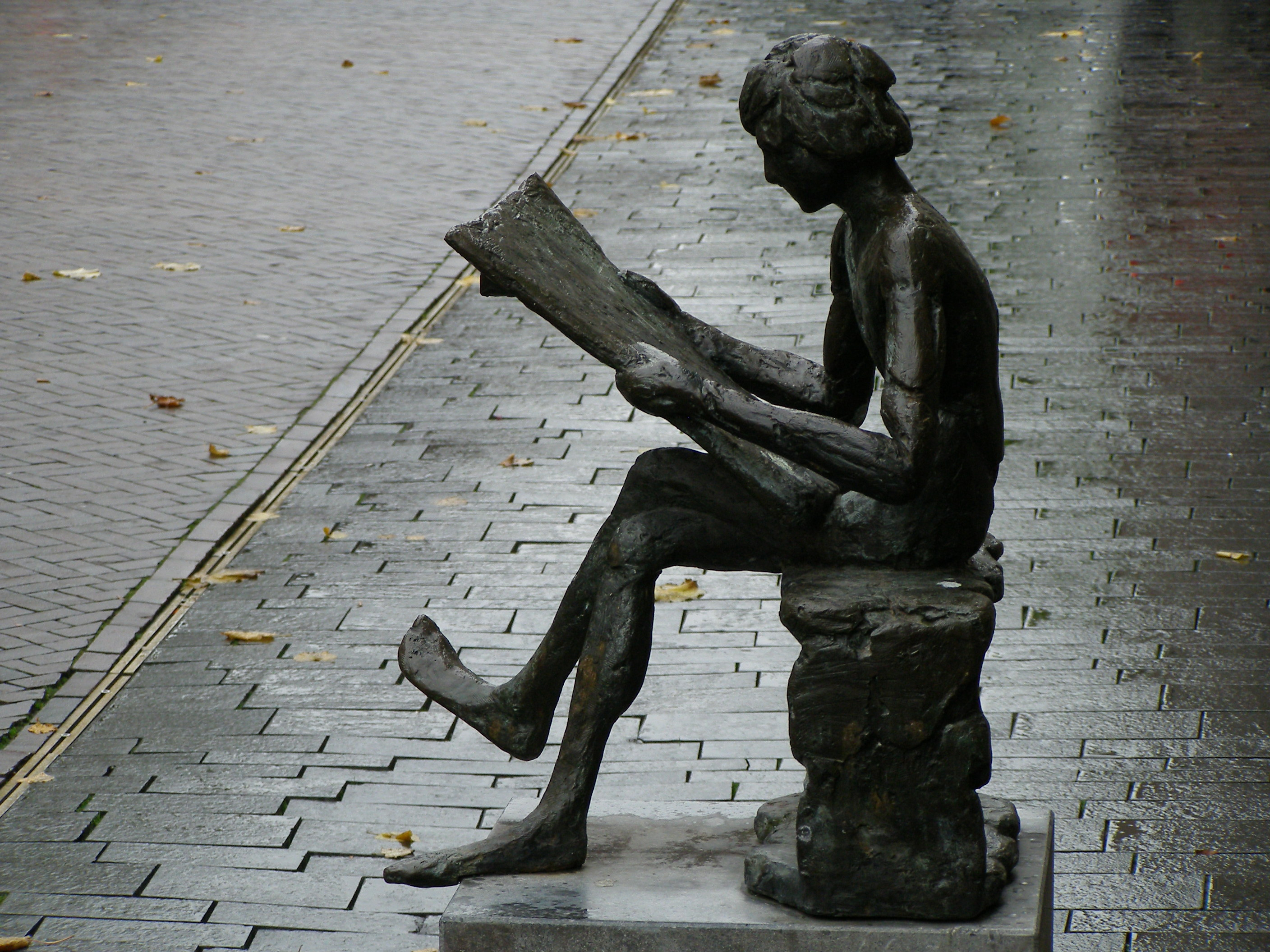
Het Krantenlezertje (1979), Enschede